# Paralophia quadrinodosa
Paralophia quadrinodosa är en skalbaggsart som beskrevs av Aurivillius 1924. Paralophia quadrinodosa ingår i släktet Paralophia och familjen långhorningar. Inga underarter finns listade i Catalogue of Life.